# چوب‌خزک شکم‌نواری
چوب‌خزک شکم‌نواری (نام علمی: Hylexetastes stressemanni) گونه‌ای از پرندگان در زیرتیرهٔ چوب‌خزکان (Dendrocolaptinae) از تیرهٔ تنورمرغان (Furnariidae) است. در بولیوی، برزیل، کلمبیا، اکوادور و پرو یافت می‌شود.